# A Hamis Izabella
A Hamis Izabella Bácskai Lauró István rendezésében Fedor Ágnes novellája alapján a Mafilm 3. Játékfilmstúdiójában 1968-ban készült 75 perces magyar krimi.

## Cselekmény
Sokaknak fáj a foga a Hamis Izabella nevű – 100 000 svájci frankot érő – 1851-es kiadású ritka spanyol bélyegre, amely II. Izabella spanyol királynőt ábrázolja. Még egy gyilkosságot is elkövettek miatta. A bélyegnek nyoma vész, a rendőrség nem találja a helyszínen.
Egy budai villában, az Árnyas utcában dr. Végh Márta tanárnő holtan találja özvegy Paár Jenőné Bella nénit, miközben az egyik tanítványát, Vadász Ilonát kereste, aki a hölgynél lakik albérletben. A  tanárnő azért kereste Icát, mert az már tíz napja nem volt iskolában. 
Miközben a gyanúsítottak száma egyre nő, Végh tanárnő magánnyomozásba kezd a nagy erőkkel felvonuló rendőrséggel párhuzamosan. Kiderül, hogy a tanítványa illegálisan Svájcba szeretne szökni, ahol az apja él, miután 10 éve, 1956-ban oda távozott. 
Feltűnik egy fényképész, aki szerette volna megvenni a bélyeget a hölgytől 100 000 forintért, továbbá egy ugyanolyan típusú Opel Rekord gépkocsiban egy Svájcban élő magyar is hajlandó lenne fizetni érte. A fényképész neki adta volna el a bélyeget, miután megvette. Kiderül, hogy Icának vőlegénye is van, aki összeveszett vele „a külföldi férfi” miatt.

## Szereplők
- Ruttkai Éva – dr. Végh Márta, magyartanárnő
- Kovács Kati – Vadász Ilona (Ica)
- Koltai János – nyomozó[2]
- Kállai Ferenc – dr. Végh
- Bárdy György – Schmidthoffer, Vadász Ilona (Ica) mostohaapja
- Máthé Erzsi – Schmidthofferné, Vadász Ilona (Ica) anyja
- Gyenge Árpád – Gál József, fényképész
- Tardy Balázs – Morvai Jocó, Ica vőlegénye
- Mádi Szabó Gábor – Kardos, nyomozó
- Antal Imre, Bujtor István, Madaras József – nyomozók
- Sztankay István – riporter
- Pécsi Sándor – Lovas Dezső, Svájcban élő magyar
- Iglódi István – Garami Lajos, albérlő ugyanabban a villában
- Soós Edit – Gálné
- Tándor Lajos – taxisofőr
- Ruttkai Ottó – rendőrorvos
- Ladomerszky Margit – a meggyilkolt Paárné barátnője
- Csonka Endre – közértes
- Kelemen Lajos – éjjeliőr
- Suka Sándor – munkavezető az építkezésen, ahol Garami dolgozik
- Sándor Iza – Morvai Jocó főbérlője
- Zách János – filatelista

További szereplők: Faludi Béla, Gyimesi Tivadar, Pecsenke József, Reinitz György, Szakács Rózsi, Szatmári István, Tóth Miklós

## Hibák a filmben
A film jelentős dramaturgiai hibája, hogy az igazi „hamis Izabella” egy korabeli hamisítvány, amit ezen a néven a filatéliai szakirodalom jegyez. Egy hamisítás felderítése során az eljárásban megmaradt egyetlen példány a film címadója. A filmbéli bélyeg egy úgynevezett tévnyomat, a cinóbervörös helyett kék színnel nyomtatva. Ez nem hamis, hanem ugyanúgy valódi.